# Pedro Petrone
Pedro Perucho Petrone Schiavone (Montevideo, 11 de mayo de 1905 — Montevideo, 13 de diciembre de 1964) fue un futbolista uruguayo que jugaba como delantero en el laureado combinado celeste de la década de 1920 y principios de 1930. Fue Campeón del Mundo y dos veces Campeón Olímpico.
La mayor parte de su carrera futbolística transcurrió en el Club Nacional de Football de la Primera División de Uruguay en donde conquistó dos títulos nacionales y fue máximo goleador del equipo en cuatro oportunidades. Tuvo un breve pero exitoso paso por el fútbol italiano.

## Biografía
Petrone nació el 11 de mayo de 1905 en el barrio La Comercial de Montevideo, Uruguay. A los dieciséis años comienza su carrera futbolística en la tercera división del Club Solferino en donde durante sus primeros partidos fue utilizado como guardameta. Al poco tiempo comienza a jugar definitivamente como centrodelantero, en el Club Charley, debido a la potencia de sus tiros. Además tenía una gran potencia física y una gran velocidad, hacía cien metros en once segundos. En aquellos tiempos el centrodelantero era el jugador más retrasado de la línea de ataque, y actuaba como armador de juego para los dos entrealas y los dos extremos. Perucho Petrone revolucionó este esquema al cambiar su posición y pasar a jugar como el más adelantado de los delanteros, en el área rival, donde por la fortaleza, potencia y precisión de tiro que poseía era capaz de rematar cualquier jugada de ataque con un tiro al arco a quemarropa. El "estilo Petrone" tuvo gran éxito, hizo escuela y se generalizó, convirtiendo a Petrone en el primer centrodelantero moderno de la historia del fútbol.

A Petrone solamente hay que pasarle la pelota y mirar el centro de la cancha: es gol.
–Héctor Scarone-

Pasa al Charley Football Club en el año 1923. Debuta en un partido válido por el campeonato frente al Lito, en el cual convierte los cuatro goles para la victoria de su equipo y así el Charley le escapa al descenso. Luego de una destacada campaña a nivel personal es llamado para defender a la Selección uruguaya en la Copa América de 1923. A sus jóvenes dieciocho años debuta en el seleccionado mayor contra Paraguay en un partido válido por dicha Copa América celebrada en Montevideo. La Celeste gana el encuentro con un 2:0 y uno de los tantos lo marca Petrone. El combinado uruguayo termina conquistando el torneo.
Los años siguientes fueron todavía más gloriosos para Petrone. 
En 1924 ficha por el Club Nacional de Football, uno de los equipos grandes de Uruguay. En ese mismo año conquista el Campeonato uruguayo con Nacional, la Copa América de 1924 con el seleccionado nacional y la medalla de oro en los Juegos Olímpicos. 
Poco después de aquellos Juegos Olímpicos de 1924, la FIFA promulgó una reforma del reglamento del juego del fútbol, cambiando las leyes del offside. El sistema antiguo establecía que un jugador estaba fuera de juego si se encontraba más cerca de la línea opuesta que el balón y el antepenúltimo adversario; luego de la reforma pasó a ser el balón y el penúltimo adversario. El juego revolucionario de Petrone como centrodelantero, que asombró a los europeos que lo vieron por primera vez durante los Juegos Olímpicos de París, es mencionado como uno de los motivos que inspiraron esta reforma.
En 1925, cuando participaba de una excepcional gira por Europa con Nacional, donde sufre una gravísima lesión en la rodilla que lo tiene más de un año apartado de las canchas.

Jugábamos contra el Barcelona en el campo de las Cortes y el match era difícil. Yo estaba un poco apagado, como en una presunción. De pronto, Héctor en una bonita jugada me tiró la pelota adelante; la corrí y cuando la paré tenía ya un adversario encima. Concebí un dribling hacia la derecha. Tenía puestos ese día unos botines con tacones altos, los que se enterraron en el suelo y al querer girar el pie lo tenía como clavado y con el esfuerzo sentí un dolor terrible a la altura de la rodilla, que me obligó a tirarme al suelo, dando ayes de dolor. Sin exagerar les diré que el dolor era tal que, si hubiese tenido un arma a mano, desesperadamente hubiera recurrido a ella
-Pedro Petrone-

Fue el primer operado de meniscos en Uruguay. Lo operó el Dr. Manuel Quintela, siendo esta también su primera operación de este tipo. Su recuperación no fue del todo buena. 

Quince días después de la oepración, era impresionante ver aquella pierna que había marcado tantos goles espectaculares y había desfondado tantas redes: la rodilla tenía el tamaño de un balón de fútbol y el muslo hasta la altura de la ingle y la pierna de la rodilla al tobillo se había resumido tanto que aquello era piel y huesos, una pierna esquelética.
-Diego Lucero

Se corrió el rumor de que le iban a amputar la pierna al campeón olímpico por su mal estado, pero eso no ocurrió. Empezó a hacer trabajos de recuperación en el Parque Central. Petrone volvió a disputar un partido el 1º de agosto de 1925 con Nacional frente a Uruguay Onward por la Copa Héctor Gómez, en el que anotó dos goles en el triunfo por 4:1.
Tras recuperarse, vuelve a la titularidad como centrodelantero de Nacional y la selección, y a los triunfos anteriores suma una nueva medalla de oro en los Juegos Olímpicos de 1928.
Petrone corona su carrera futbolística en el año 1930, cuando con el seleccionado nacional se consagra campeón del mundo en el Estadio Centenario de Montevideo en lo que fuera la primera Copa Mundial de Fútbol.
A principios de 1931 Perucho, por entonces en condición de libre, entrena con el plantel del Club Atlético Peñarol y juega algunos partidos amistosos, donde convierte 7 goles. En julio de 1931, consigue un nuevo contrato, esta vez en Europa: el centrodelantero (entonces de veintiséis años) viaja a Italia para defender la camiseta de la Fiorentina, equipo recién ascendido a la Serie A italiana. En su primera temporada lleva al equipo al cuarto puesto de la liga convirtiendo 25 goles que lo colocarían como máximo artillero de la temporada.
En 1933 vuelve a Nacional y gana su segundo Campeonato Uruguayo. Al año siguiente se retira de la actividad futbolística.
Fallece el 13 de diciembre de 1964 a los 59 años de edad.

## Selección nacional
Ha sido internacional con la Selección de Uruguay en 29 oportunidades, marcando 24 goles. Si se computan los partidos no oficiales de FIFA la cuenta lleva a 80 partidos disputados, con 36 goles.

### Participaciones en Copas del Mundo
| Mundial           | Sede    | Resultado | Partidos | Goles |
| ----------------- | ------- | --------- | -------- | ----- |
| Copa Mundial 1930 | Uruguay | Campeón   | 1        | 0     |

### Participaciones en Juegos Olímpicos
| Juegos                | Sede      | Resultado | Partidos | Goles |
| --------------------- | --------- | --------- | -------- | ----- |
| Juegos Olímpicos 1924 | París     | Campeón   | 5        | 7     |
| Juegos Olímpicos 1928 | Ámsterdam | Campeón   | 3        | 4     |

### Participaciones enCopa América
| Copa              | Sede      | Resultado  | Partidos | Goles |
| ----------------- | --------- | ---------- | -------- | ----- |
| Copa América 1923 | Uruguay   | Campeón    | 3        | 3     |
| Copa América 1924 | Uruguay   | Campeón    | 3        | 4     |
| Copa América 1927 | Perú      | Subcampeón | 2        | 3     |
| Copa América 1929 | Argentina | 3° puesto  | 1        | 0     |

## Clubes
| Club       | País    | Período     | Partidos | Goles |
| ---------- | ------- | ----------- | -------- | ----- |
| Charley    | Uruguay | 1923        | 10       | 10    |
| Nacional   | Uruguay | 1924 - 1930 | 108      | 116   |
| Fiorentina | Italia  | 1931 - 1933 | 44       | 37    |
| Nacional   | Uruguay | 1933 - 1934 | 20       | 45    |

### Resumen estadístico
| -                    | Partidos | Goles | Promedio |
| -------------------- | -------- | ----- | -------- |
| Clubes               | 179      | 208   | 1.04     |
| Selección de Uruguay | 29       | 24    | 0.83     |
| Total                | 208      | 232   | 1.01     |

## Palmarés

### Campeonatos nacionales
| Título                       | Club     | País    | Año  |
| ---------------------------- | -------- | ------- | ---- |
| Campeonato Uruguayo          | Nacional | Uruguay | 1924 |
| Campeonato Uruguayo          | Nacional | Uruguay | 1933 |
| Campeonato Ing. José Serrato | Nacional | Uruguay | 1928 |

### Campeonatos internacionales
| Título                      | Selección | Sede         | Año  |
| --------------------------- | --------- | ------------ | ---- |
| Copa América                | Uruguay   | Uruguay      | 1923 |
| Oro en los Juegos Olímpicos | Uruguay   | Francia      | 1924 |
| Copa América                | Uruguay   | Uruguay      | 1924 |
| Oro en los Juegos Olímpicos | Uruguay   | Países Bajos | 1928 |
| Copa Mundial de Fútbol      | Uruguay   | Uruguay      | 1930 |

### Distinciones individuales
| Distinción                                        | Año  |
| ------------------------------------------------- | ---- |
| Máximo goleador de la Copa América (3 goles)      | 1923 |
| Máximo goleador de los Juegos Olímpicos (7 goles) | 1924 |
| Máximo goleador de la Copa América (4 goles)      | 1924 |
| Mejor jugador de la Copa América                  | 1924 |
| Máximo goleador de la Copa América (3 goles)      | 1927 |
| Máximo goleador de la Serie A (25 goles)          | 1932 |